# Sefaria
Sefaria（セファリア）は、インターネット上におけるオープンソースかつフリーコンテントの、ユダヤ教文書のデジタルライブラリー。非営利組織である。
かつてGoogleのプロジェクトマネージャだったブレット・ロックスパイザーと、ジャーナリスト・作家のジョシュア・フォアにより、2011年に開設された。「ユダヤ教文書の生ける図書館」を掲げており、ボランティアが文書の追加と翻訳を行っている。文書は、ヘブライ語原文とその翻訳の両方がフリーライセンスで提供されている。